# Ranten
Ranten osztrák község Stájerország Muraui járásában. 2017 januárjában 1168 lakosa volt.

## Elhelyezkedése

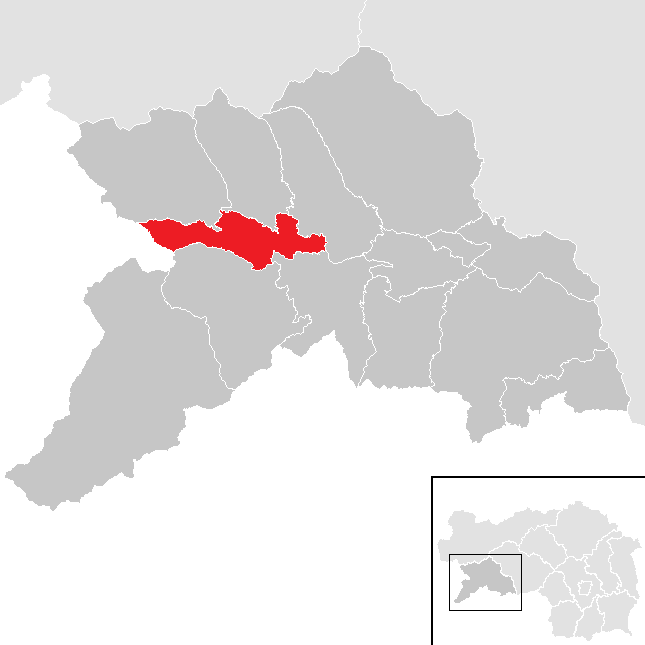
Ranten a Muraui járásban

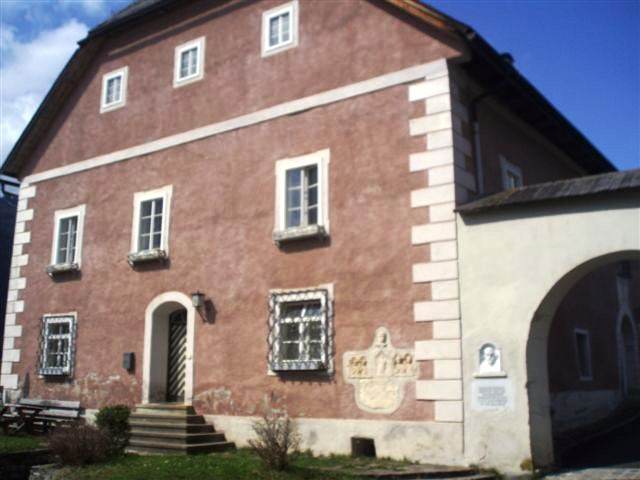
A 16. századi plébánia

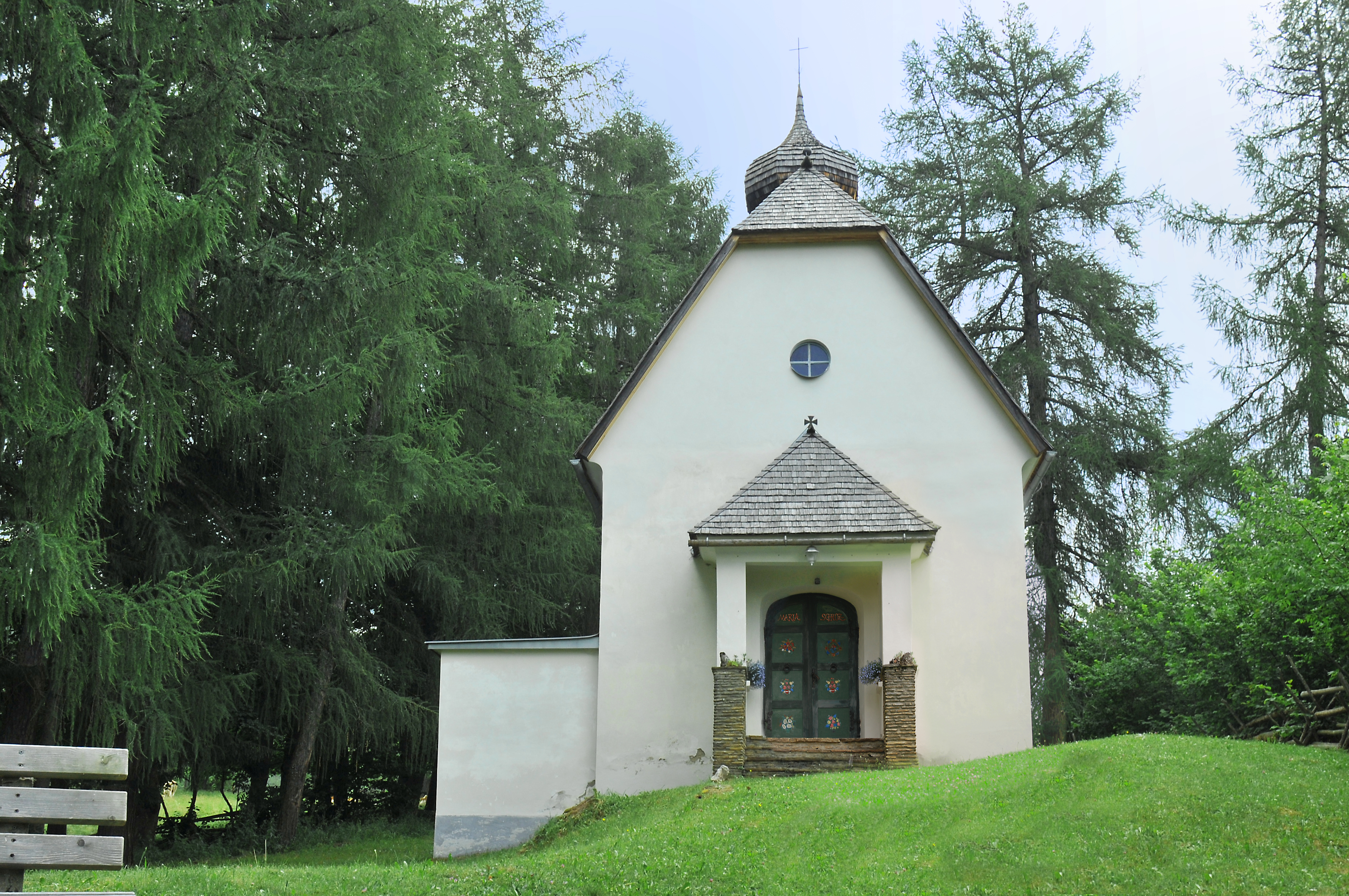
Rinegg temploma

Ranten Felső-Stájerországban fekszik a Mura-völgy és a Schladmingi-Tauern hegysége között, a Rantenbach (a Mura bal mellékfolyója) mentén. Az önkormányzat 4 települést egyesít: Freiberg (191 lakos), Ranten (637), Rinegg (160) és Seebach (209).
A környező önkormányzatok: északnyugatra Krakau, északra Schöder, északkeletre Sankt Peter am Kammersberg, délkeletre Murau, délre Sankt Georgen am Kreischberg, nyugatra Tamsweg.

## Története
Ranten egy ősi kereskedelmi útvonal mentén fekszik, amely Itáliából vezetett a Sölki-hágón át Németországba. Az ókorban kelták, majd időszámításunk után rómaiak is éltek területén. Neve szláv eredetű; a szlávok a 7. században költöztek a térségbe. A falu a középkor során sokat szenvedett a járványoktól és parasztfelkelésektől.
A település leghíresebb szülötte, a protestáns Martin Zeiller 1589-ben született. Az ellenreformáció miatt el kellett hagynia szülőföldjét és a németországi Ulmba költözött. Wittenbergben tanult, majd arisztokrata családok magántanítójaként bejárta egész Európát és utazásairól 30 kötetes művet írt.
Ranten önkormányzata a bécsi polgári forradalom után, 1849/50-ben jött létre Ranten és Freiberg falvakból. Utóbbi 1873-ban különvált. 1948-ban Ranten és a szomszédos Tratten egyesült, majd 1965-ben Freiberget és Seebachot Rantenhez csatolták. A 2015-ös stájerországi közigazgatási reform során Rinegg csatlakozott az önkormányzathoz.

## Lakosság
A ranteni önkormányzat területén 2017 januárjában 1168 fő élt. A lakosságszám 1880-ban érte el csúcspontját 1413 fővel, azóta többé-kevésbé csökkenő tendenciát mutat. 2015-ben a helybeliek 98,6%-a volt osztrák állampolgár; a külföldiek közül 0,8% a régi (2004 előtti), 0,5% az új EU-tagállamokból érkezett. 2001-ben a lakosok 98,2%-a római katolikusnak, 0,3% evangélikusnak, 1,4% pedig felekezet nélkülinek vallotta magát.

## Látnivalók
- a Szent Bertalan-plébániatemplom
- a 16. századi plébánia
- a temetői csontház
- a rineggi Szűz Mária-templom
- a seebachi Szűz Mária-misekápolna
- 1750-ben épült műemlék parasztház

## Híres ranteniek
- Martin Zeiller (1589–1661) író

## Fordítás
- Ez a szócikk részben vagy egészben  a   Ranten című német Wikipédia-szócikk ezen változatának fordításán alapul.  Az eredeti cikk szerkesztőit annak laptörténete sorolja fel. Ez a jelzés csupán a megfogalmazás eredetét és a szerzői jogokat jelzi, nem szolgál a cikkben szereplő információk forrásmegjelöléseként.